# 빛나는 거짓
"빛나는 거짓"(Fade Into You)은 한국에서 제작된 채기 감독의 2004년 판타지 영화이다. 이난 등이 주연으로 출연하였고 김노경 등이 제작에 참여하였다.

## 출연

### 주연
- 이난
- 김한
- 옥지영

### 조연
- 권혁풍
- 김영선

## 기타
- 제작부: 강현정
- 촬영부: 윤지운
- 촬영부: 김대인
- 촬영부: 조동헌
- 조명: 강성훈
- 조명부: 심재원
- 조명부: 정훈
- 연출부: 지윤정 1
- 연출부: 손정민
- 녹음: 이경준
- 음향: 김수현
- 믹싱: 김수현
- 녹음부: 이종한
- 포스터: 이난